# Ahmet Alkış
Ahmet Alkış (* 10. November 1949 im Landkreis Kırkağaç, Provinz Manisa) ist ein türkischer Brigadegeneral und seit 2005 Präsident des Militärkassationshofs.

## Laufbahn
Alkış schloss im Jahr 1972 sein rechtswissenschaftliches Studium an der Universität Istanbul ab.
Im Jahr 1994 wurde er zum Mitglied der vierten Kammer des türkischen Militärkassationshofs gewählt und 1996 in den Rang eines Obersts befördert. Vom 6. September 2004 bis zum 30. August 2005 war er Mitglied der zweiten Kammer des Militärkassationshofs und gleichzeitig ordentliches Mitglied des Strafsenats beim Kompetenzkonfliktgericht.
Am 30. August 2005 wurde er schließlich zum Brigadegeneral befördert und auf Grund seines Dienstgrades zum Präsidenten des Militärkassationshofs ernannt.
| Personendaten    | Personendaten                                                     |
| ---------------- | ----------------------------------------------------------------- |
| NAME             | Alkış, Ahmet                                                      |
| KURZBESCHREIBUNG | türkischer Brigadegeneral und Präsident des Militärkassationshofs |
| GEBURTSDATUM     | 10. November 1949                                                 |
| GEBURTSORT       | Landkreis Kırkağaç, Provinz Manisa (Provinz)                      |